# Flippin
Flippin és una població dels Estats Units a l'estat d'Arkansas. Segons el cens del 2000 tenia 1.357 habitants.

## Demografia
Segons el cens del 2000, Flippin tenia 1.357 habitants, 583 habitatges, i 357 famílies. La densitat de població era de 291,1 habitants/km².
Dels 583 habitatges en un 29,2% hi vivien nens de menys de 18 anys, en un 44,3% hi vivien parelles casades, en un 14,2% dones solteres, i en un 38,6% no eren unitats familiars. En el 33,4% dels habitatges hi vivien persones soles el 16,1% de les quals corresponia a persones de 65 anys o més que vivien soles. El nombre mitjà de persones vivint en cada habitatge era de 2,33 i el nombre mitjà de persones que vivien en cada família era de 2,99.
Per edats la població es repartia de la següent manera: un 27,9% tenia menys de 18 anys, un 8,7% entre 18 i 24, un 27,6% entre 25 i 44, un 20% de 45 a 60 i un 15,8% 65 anys o més.
L'edat mediana era de 35 anys. Per cada 100 dones de 18 o més anys hi havia 74,5 homes.
La renda mediana per habitatge era de 19.395 $ i la renda mediana per família de 25.573 $. Els homes tenien una renda mediana de 20.946 $ mentre que les dones 16.331 $. La renda per capita de la població era de 10.873 $. Entorn del 14,7% de les famílies i el 18,6% de la població estaven per davall del llindar de pobresa.

## Poblacions més properes
El següent diagrama mostra les poblacions més properes.